# 오바리 마사미

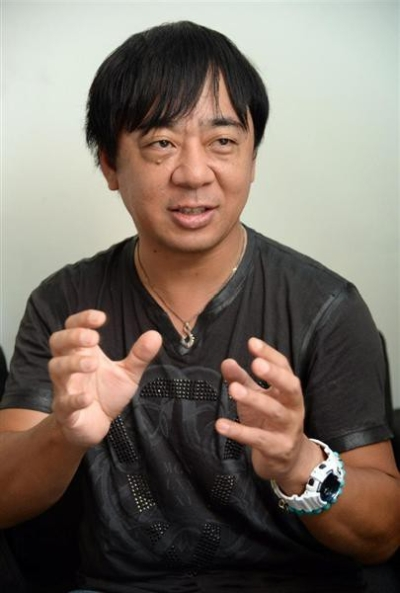

오바리 마사미(일본어: 大張正己, 1966년 1월 24일 ~ )는 일본의 애니메이션 감독, 애니메이션 감독, 메카 및 캐릭터 디자이너이다.

## 작품

### 감독
- 건담 빌드 파이터즈
- 건담 빌드 다이버즈 Re:RISE
- 경계전기
- 프리즘 아크
- 용기폭발 뱅브레이번

### 디자인
- 더 킹 오브 파이터즈 XV
- 태양의 용자 파이버드
- 테카맨 블레이드
- 마법기사 레이어스
- 용자경찰 제이데커
- 기동전사 건담 철혈의 오펀스
- 팝 팀 에픽